# Битти, Роберт
Роберт Битти (19 октября 1909 — 3 марта 1992) — канадский актёр, который большую часть своей карьеры работал в кино, на телевидении и радио и был особенно известен в Великобритании.

## Биография

### Ранние года
Родился в Гамильтоне, Онтарио, в семье Чарльза Томпсона Битти и Бланч Сары Резерфорд. Он учился в колледже Delta Collegiate School и получил степень бакалавра гуманитарных наук в Университете Торонто. Начал заниматься в любительской театральной труппе в Гильдии игроков Гамильтона. После окончания университета отправился в Лондон. В 1936 году поступил в Королевскую академию драматического искусства. Тогда же дебютировал на сцене. В 1939 году он появился на сцене Театра Вест-Энда. Позже стал работать диктором на радио BBC.

### Кино
Сниматься в кино начал в 1938 году. За свою карьеру сыграл в более чем 105 фильмах.
Среди фильмов Битти: Сан-Деметрио, Лондон (1943), Другой берег (1948), Против ветра (1948), Капитан Горацио Хорнблоуэр (1951), Квадратное кольцо (1953), Что-то ценное (1957), Космическая одиссея 2001 года (1968), Куда не долетают и орлы (1968), Розовая пантера наносит новый удар (1976), Супермен 3 (1983), Любовь в «Восточном экспрессе» (1985) и Супермен 4: Борьба за мир (1987).

### Телевидение
В 1950-х годах он был ведущим программы BBC Saturday Night Out, прямой эфирной программы. В 1958 году он сыграл детектива-инспектора Майка Магуайра в полицейском сериале «Набери 999»(Dial 999)совместное производство британской ABC и американской компании Ziv). Он также появлялся в фильмах «Доктор Кто» («Десятая планета» в роли генерала Катлера), «Семёрка Блейка» («Путь назад» в роли Брана Фостера), «Грядущий шторм», «Новые Мстители».Он участвовал в мини-сериале Франко Дзеффирелли «Иисус из Назарета» и в американском сериале Рэя Брэдбери «Марсианские хроники». Он сыграл Рональда Рейгана в «Прорыве в Рейкьявике» (Breakthrough at Reykjavik, 1987).

## Избранная фильмография
- 1987 — Прорыв в Рейкьявике / Breakthrough at Reykjavik — президент США Рональд Рейган
- 1987 — Супермен 4: Борьба за мир / Superman IV: The Quest for Peace — президент США
- 1986 — Лабиринт / Labyrinth — Левый дверной молоток
- 1983 — Супермен 3 / Superman vs. Superman — капитан танкера
- 1981 — Дилетант / The Amateur — посол Невилл
- 1980 — Марсианские хроники — генерал Халстед
- 1979 — «Семёрка Блейка» («Путь назад») — Бран Фостер
- 1979—1988 — Непридуманные истории / Roald Dahl’s Tales of the Unexpected
- 1977 — Иисус из Назарета /Jesus of Nazareth — Прокулус
- 1976—1977 — Новые мстители / The New Avengers
- 1976 — Розовая пантера наносит новый удар / The Pink Panther Strikes Again — американский адмирал
- 1974 — Банда Спайкса / The Spikes Gang — шериф
- 1972 — Сидячая цель / Sitting Target
- 1972 — Папа Иоанн / Pope Joan
- 1968 — Куда не долетают и орлы / Where Eagles Dare — генерал-лейтенант Дж. Карнеби
- 1967 — Миссия в раю / Bikini Paradise
- 1967 — 25-й час /The 25th Hour — полковник Гринфилд
- 1967 — Космическая одиссея 2001 года /2001: A Space Odyssey — доктор Ральф Хэлворсен
- 1966 — Доктор Кто /Doctor Who серия «Десятая планета» — генерал Катлер
- 1959 — Вымогательство/ The Shakedown
- 1957 — Тарзан и неудачное сафари /Tarzan and the Lost Safari
- 1957 — Нечто ценное / Something of Value
- 1957 — Замок с часовым механизмом / Time Lock — Пит Доусон
- 1954 — Человеческие джунгли / The Human Jungle —
- 1953 — Человек на канате / Man on a Tightrope (США) — Барович
- 1952 — Оставшийся в тени / The Magic Box
- 1951—2009	Зал славы Халлмарк / Hallmark Hall of Fame
- 1951 — Капитан Горацио Хорнблоуэр / Captain Horatio Hornblower R.N. — Уильям Буш, лейтенант
- 1948 — Портрет из жизни / Portrait from Life
- 1948 — Против ветра / Against the Wind — отец Филипп Эллиот
- 1948 — Другой берег / Another Shore
- 1947 — Выбывший из игры / Odd Man Out — Дэннис
- 1946 — Лестница в небо / A Matter of Life and Death — член экипажа США (нет в титрах)
- 1942 — Один из наших самолётов не вернулся / One of Our Aircraft Is Missing — сержант Хопкинс
- 1941 — 49-я параллель / 49th Parallel
- 1938 — Чёрный свет / Black Limelight